# Quélimane
Quélimane (ou Quelimane) est une ville portuaire du Mozambique et le chef-lieu de la province de Zambézie. Elle est située sur le Rio dos Bons Sinais, à 20 km de l'océan Indien et à 1 000 km au nord-est de la capitale, Maputo. Sa population s'élevait à 192 876 habitants au recensement de 2007. La ville a été le point d'arrivée de la traversée d'ouest en est de l'Afrique australe par David Livingstone en 1856. De nombreux habitants parlent portugais, la langue officielle du Mozambique, mais la langue locale la plus courante est le chuwabu. Quélimane, ainsi que la majeure partie de la province de Zambézie, est extrêmement vulnérable aux inondations pendant la saison des pluies. L'épisode le plus récent de graves inondations a eu lieu en janvier 2007.

## Histoire

### Époque pré-coloniale
La ville est à l'origine un centre de commerce swahili, puis se développe en tant que marché d'esclaves. Quélimane est fondée par des commerçants musulmans (voir Sultanat de Kilwa) et est l'une des plus anciennes villes de la région.
Le port a été marché d'esclaves, bien avant l'avancée portugaise.

### Étymologie

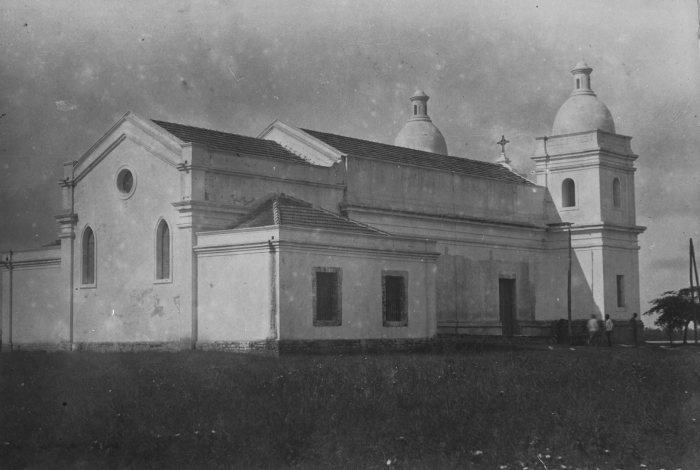
La cathédrale de Quélimane entre 1890 et 1910

Les origines du nom Quélimane sont obscures. Une tradition prétend que Vasco de Gama, en 1498, s'est enquis du nom de l'endroit auprès de quelques habitants travaillant dans les champs à l'extérieur de la localité. Pendant qu'il leur demandait ce qu'ils faisaient, ils répondirent simplement « kuliamani » (« nous cultivons »).
Une autre explication est que lorsque les Portugais ont atteint la localité, ils ont été accueillis par un notable arabe, ou à moitié arabe, qui a servi d'interprète entre eux et les indigènes. Le nom que les Portugais ont donné à cet individu et à cet endroit était Quelimane, car dans l'arabe parlé sur la côte est-africaine, Kalimãn est le mot qui signifie « interprète ». En swahili, il s'agit de Mkalimani.
En 1761, la colonie devient une ville. Jusqu'en 1853, le commerce était réservé aux Portugais. Les plantations d'agave sont organisées par des planteurs suisses au début du XXe siècle, notamment Joseph Émile Stucky de Quay. La ville a commencé à se développer et a attiré plusieurs communautés d'origines différentes, notamment des musulmans et des Indiens, et de nouvelles infrastructures ont été construites par les autorités portugaises. Son port très actif avait pour principal produit d'exportation le thé, cultivé et transformé dans le district de Zambézie (particulièrement important dans la région autour de Gurué, anciennement Vila Junqueiro). La noix de coco était également produite et transformée dans la ville. En 1970, Quélimane comptait 71 786 habitants.

### Indépendance

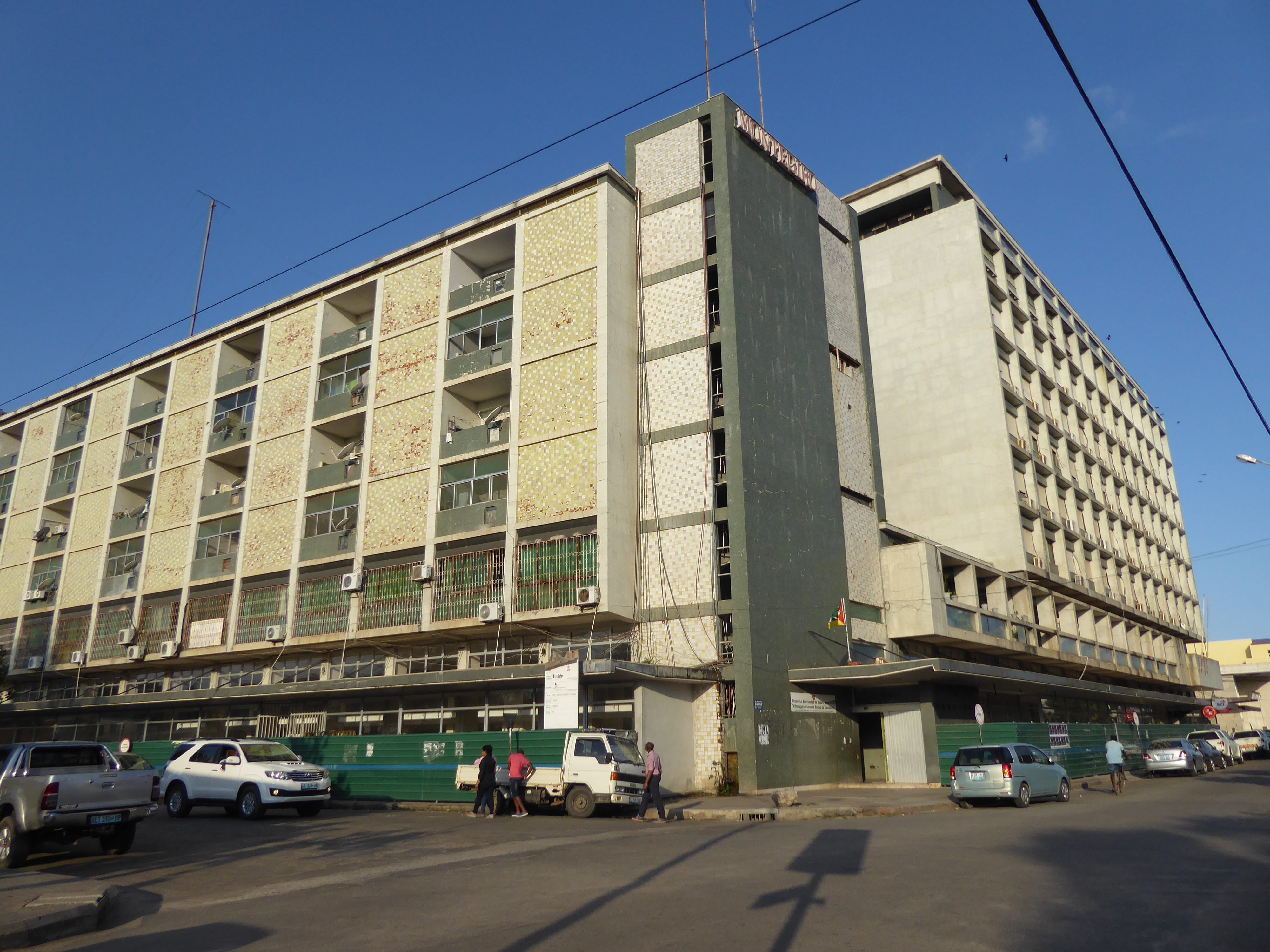
Bâtiment Montegiro, Quélimane

Le Mozambique devient indépendant du Portugal en 1975, après la Révolution des Œillets d'avril 1974 à Lisbonne. Bien que sa situation sur le Rio dos Bons Sinais soit moins importante aujourd'hui que par le passé, Quélimane reste une ville importante avec un grand hôpital, deux cathédrales, une mosquée et une université publique pour les enseignants. En raison de la chaleur, de l'humidité et de l'éloignement de la plage, Quélimane ne fait pas partie des principales destinations touristiques du Mozambique. Cependant, son statut de capitale provinciale et de quatrième plus grande ville du Mozambique, ainsi que la facilité croissante d'accès par avion (Linhas Aéreas de Moçambique y a ouvert une ligne régulière), et par la route, contribuent à un flux de visiteurs modeste mais relativement régulier. En outre, Quélimane abrite les antennes de nombreuses ONG internationales, et les visites fréquentes de consultants, de travailleurs et de fonctionnaires de l'aide étrangère contribuent également à l'économie. La ville a reçu un nouvel élan en accueillant la neuvième convention annuelle du parti FRELIMO en novembre 2006. Après des années de déclin municipal, le maire actuel, Manuel de Araújo (en), supervise un nouvel effort civique de restauration économique et infrastructurelle.

## Lieux de culte
Parmi les lieux de culte, il y a principalement des églises et des temples chrétiens : diocèse de Quelimane (en) (Église catholique), Église réformée du Mozambique (en) (Communion mondiale d'Églises réformées), Église presbytérienne du Mozambique (en) (Communion mondiale d'Églises réformées), Convention baptiste du Mozambique (Alliance baptiste mondiale), Église universelle du Royaume de Dieu, Assemblées de Dieu, Église chrétienne de Sion. Il y a aussi des mosquées.

## Démographie
| Année (recensement) | Population |
| ------------------- | ---------- |
| 1997                | 150 116    |
| 2007                | 193 343    |
| 2017                | 349 842    |

## Climat
Quélimane a un climat tropical de savane (classification de Köppen : Aw).
| Mois                                | jan.  | fév.  | mars  | avril | mai   | juin | jui.  | août  | sep. | oct.  | nov. | déc.  | année |
| ----------------------------------- | ----- | ----- | ----- | ----- | ----- | ---- | ----- | ----- | ---- | ----- | ---- | ----- | ----- |
| Température minimale moyenne (°C)   | 23,4  | 23,4  | 23,2  | 21,5  | 18,5  | 16   | 15,6  | 16,1  | 18,1 | 20,2  | 21,7 | 22,8  | 20    |
| Température moyenne (°C)            | 27,4  | 27,3  | 26,9  | 25,6  | 23,2  | 21,1 | 20,6  | 21,8  | 23,6 | 25,3  | 26,5 | 27,1  | 24,7  |
| Température maximale moyenne (°C)   | 32,4  | 32,1  | 31,4  | 30,2  | 28,6  | 26,8 | 26,2  | 27,6  | 29,5 | 31,2  | 32,1 | 32,3  | 30    |
| Record de froid (°C)                | 18,9  | 17,9  | 17,2  | 15,9  | 11,9  | 9,9  | 10,3  | 10,3  | 11,1 | 12,8  | 14,1 | 15,9  | 9,9   |
| Record de chaleur (°C)              | 40,3  | 38,5  | 38,4  | 37,2  | 36,4  | 33,8 | 34,1  | 37    | 39   | 42,9  | 42,8 | 41,4  | 42,9  |
| Ensoleillement (h)                  | 220,1 | 194,9 | 226,3 | 228   | 238,7 | 216  | 229,4 | 263,5 | 261  | 257,3 | 279  | 238,7 |       |
| Précipitations (mm)                 | 241,4 | 238,8 | 237,5 | 153,3 | 82,3  | 56   | 62,4  | 29    | 18,5 | 34,1  | 88,2 | 219,5 | 1 461 |
| Nombre de jours avec précipitations | 11,4  | 12,9  | 13,1  | 9,9   | 7,6   | 7,9  | 8,1   | 4,3   | 2,1  | 2,8   | 5,2  | 10,6  | 95,9  |
| Humidité relative (%)               | 78    | 78    | 79    | 79    | 79    | 81   | 79    | 77    | 74   | 68    | 72   | 74    | 77    |

## Enseignement supérieur
La Pedagogical University a un campus dans la ville.

## Jumelage
- Setúbal (Portugal)
- Le Port (La Réunion) (France)

## Personnalités nées à Quelimane
- Heliodoro Baptista, écrivain né en 1944 à Gonhane près de Quélimane
- Delmar Maia Gonçalves, écrivain
- Jorge Viegas, écrivain
- Eduardo White, écrivain
- Hélder Muteia, écrivain et homme politique